# Brañasivil
Brañasivil, (en asturiano y oficialmente, Brañasebil), es un lugar de la parroquia de Lavio, en el noroeste del concejo asturiano de Salas, España.
En su origen fue una braña vaqueira.

## Localización y accesos
Está situado a 740 m de altitud y dista 28 kilómetros de la villa de Salas, capital del concejo.
Para acceder al pueblo tomaremos la N-634 tomando la salida en Castañedo y enlazando con la SL-6 (Castañedo-Socolinas) pasando por Lavio y Pende y llegando finalmente a Brañasivil
Su disperso caserío está emplazado en un valle de empinadas laderas al occidente del pico Aguión, de 923 m. En el año 2009 contaba con una población de 24 habitantes (INE).

## Etimología
Según Xosé Lluis García Arias, lo más probable es que su topónimo proceda del nombre del poseedor de la braña. Así, Brañasivil (llamado antiguamente Brañasebil) podría tener su origen en los nombres de origen germánico Savildi o Sibilius. De este modo, Brañasivil podría significar la braña perteneciente a Savildi o Sibilius

## Actualidad
Aunque sigue habiendo vecinos, su progresiva despoblación es un tema que preocupa a los que quedan. Recientemente se cerraron casas como: (en asturiano Ca'l Mayo), Ca Leonardo, Ca La Chameirona, etc. y otras que ya llevan unos años más como: Ca'l Galindro o El Carachu.
El edificio más representativo del pueblo es la escuela. La Escuela Unitaria Mixta de la localidad de Brañasivil estuvo abierta desde 1948, y prestaba servicios para los vecinos de Brañasivil y Faedo. Consta de dos plantas, la de arriba servía como vivienda del maestro y la de abajo era el aula donde los alumnos se colocaban por edad y curso. Debido a la despoblación y a su deterioro lleva varios años cerrada.
El 23 de junio de 2012, antiguos alumnos y maestros se reunieron en la escuela y en Casa Fernando en Faedo, para compartir una jornada de hermanamiento y para impedir que el emblemático edificio desaparezca, debido al desgaste de los años.

## Fiesta de la hierba
Antiguamente se celebraba la fiesta de la Hierba. Durante la primera semana de septiembre, al finalizar el proceso de siega y la recogida de la hierba en los pajares, se hacía una fiesta para celebrarlo y se desarrollaba principalmente en la carretera, en los garajes, en el "Prao LLano" (perteneciente a Ca'l Alberto) o en la escuela del pueblo.

## Economía
La economía de esta población está sostenida por la agricultura y por el ganado vacuno, con pequeñas explotaciones para el sector cárnico y sobre todo lácteo.
Sus habitantes antaño fueron vaqueiros, aunque aún persisten en la zona costumbres de dicha forma de vida entre sus habitantes.

## Fauna y Flora
Discurre por su valle el río Castañedo (afluente del Esva).
La flora de esta localidad, de extraordinario valor paisajístico y ecológico, está formada por árboles autóctonos, entre los que se encuentran robles, castaños, hayas, abedules, avellanos y acebos.
La fauna de la zona está formada, principalmente, por jabalíes, corzos y zorros.